# Francisco Fimbres
Francisco Fimbres (fl. XX secolo) è stato un agricoltore messicano.

## La vendetta di Francisco Fimbres
Nel 1886 una piccola banda di apache Chiracahua, con Geronimo ed altri apache, non si arrese alle autorità statunitensi e fuggì nei recessi più nascosti della Sierra Madre Occidentale. Le autorità non seppero mai più nulla al riguardo.
Gli apache catturati, che non rivelarono il loro nascondiglio, ne parlavano come dei "Senza Nome", poiché non si trovavano negli elenchi di quelli che si erano sottomessi ed erano stati esiliati in Florida e in seguito autorizzati a vivere in Oklahoma.
Il 15 ottobre 1927 un agricoltore messicano, Francisco Fimbres, lasciò con la famiglia Nacori Chico nella Sierra Madre Occidentale e fu attaccato da apache ostili: sua moglie fu uccisa e suo figlio catturato e poi assassinato. I membri anziani della banda di apache erano quelli che non si erano arresi con Geronimo nel 1886, quarantuno anni prima, ovvero i "Senza Nome".
Francisco Fimbres dedicò la sua esistenza a sterminare gli apache responsabili dell'uccisione della sua famiglia. Fra il 1927 e il 1933 condusse per undici volte le truppe messicane nella Sierra Madre, alla Cima Silkq apache alla ricerca dei "Senza Nome". Nel 1933 i messicani uccisero ventiquattro apache e catturarono tre ragazzi, riuscendo così a distruggere la banda che era sopravvissuta per quasi cinquant'anni, quasi all'insaputa di tutti, dopo la resa di tutti gli apache ostili, come si era creduto fino a quel momento.
Lo scrittore Gordon D. Shirreffs racconta nel suo romanzo Il cacciatore di apache (1977) la storia di uno scout di nome Lee Kershaw dedito alla vendetta contro una tribù di rinnegati apache. Come affermato dallo stesso autore, il libro è largamente ispirato alla storia di Francisco Fimbres.